# Mozaika dyni oleistej

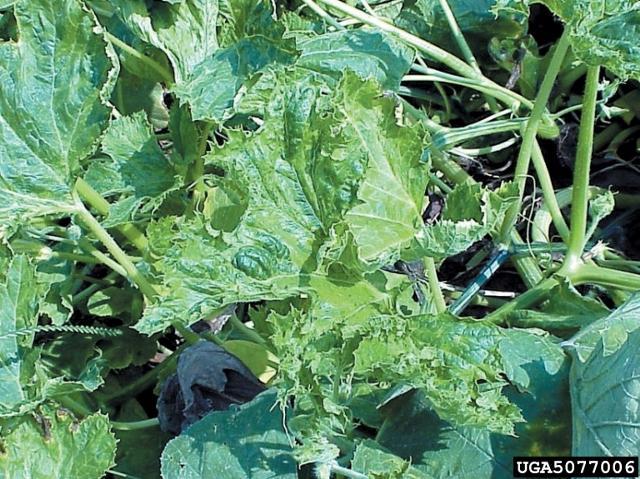
Objawy na liściach dyni

Mozaika dyni oleistej – wirusowa choroba dyni oleistej wywoływana przez Squach mosaic virus, SqMV.
Jest to poważna choroba niektórych roślin uprawnych z rodziny dyniowatych (Cucurbitaceae). W Polsce podano jej występowanie na dyni oleistej, ale w USA występuje także na melonie i kabaczku. Wywołujący ją wirus jest przenoszony przez nasiona i rozprzestrzeniany jest w naturze głównie przez chrząszcze Acalymma vittatum. Z nasion nie udaje się go usunąć termicznie gorącą wodą ani fosforanem sodu.
Jest to choroba z grupy mozaik. Jej objawami są chlorotyczne plamy i zniekształcenie liści młodych siewek. Na dojrzałych roślinach na liściach występuje ciemnozieloną mozaika, kędzierzowatość i korkowacenie, co sugeruje działanie herbicydów hormonalnych. Porażone owoce melonów pochodzące z takich roślin wykazują silny cętkowany wzór z brakiem siatkowania.
Zapobiega się chorobie poprzez wysiew zdrowych nasion i zwalczanie chrząszcza Acalymna vittatum.